# Ayden Owens-Delerme
Ayden Owen-Delerme (Pittsburgh, 28 maggio 2000) è un multiplista portoricano, ha partecipato ai Campionati del mondo di Oregon 22, giungendo 4º nel Decathlon.

## Biografia
Nato a Pittsburgh negli Stati Uniti d'America, gareggia per Portorico.
Ai Campionati del mondo di Eugene giunge 4º stabilendo il record nazionale nel Decathlon e nei 400 metri piani.
Nel 2023 ad Albuquerque è secondo ai campionati NCAA indoor, dietro a Kyle Garland, stabilendo il terzo punteggio di sempre nell'eptathlon indoor.

## Record nazionali
Seniores
- 400 m piani: 45"07 ( Eugene, 23 luglio 2022)
- Decathlon: 8 532 pt. ( Eugene, 24 luglio 2022)
- 60 m hs indoor: 7"71 ( Albuquerque, 4 febbraio 2023)
- Eptathlon indoor: 6 518 pt. ( Albuquerque, 11 marzo 2023)

## Progressione

### Decathlon
| Stagione | Misura    | Luogo     | Data      | Rank. Mond. |
| -------- | --------- | --------- | --------- | ----------- |
| 2022     | 8 532 pt. | Eugene    | 23-7-2022 |             |
| 2021     | 8 238 pt. | Champaign | 15-5-2021 |             |
| 2019     | 8 130 pt. | Azusa     | 18-4-2019 |             |

### Eptathlon indoor
| Stagione | Misura    | Luogo        | Data      | Rank. Mond. |
| -------- | --------- | ------------ | --------- | ----------- |
| 2022/23  | 6 518 pt. | Albuquerque  | 11-3-2023 | 2º          |
| 2021/22  | 6 272 pt. | Fayetteville | 28-1-2022 |             |
| 2020/21  | 5 995 pt. | Fayetteville | 12-3-2021 |             |
| 2018/19  | 5 809 pt. | Birmingham   | 9-3-2019  |             |

## Palmarès
| Anno | Manifestazione  | Sede         | Evento    | Risultato | Prestazione | Note                          |
| ---- | --------------- | ------------ | --------- | --------- | ----------- | ----------------------------- |
| 2018 | Mondiali U20    | Tampere      | Decathlon | 12º       | 6 744 pt.   | Miglior prestazione personale |
| 2022 | Mondiali        | Eugene       | Decathlon | 4º        | 8 532 pt.   | [ 3 ]                         |
| 2023 | Giochi CAC      | San Salvador | Decathlon | Oro       | 8281 pt.    |                               |
| 2023 | Mondiali        | Budapest     | Decathlon | dnf       | dnf         |                               |
| 2024 | Giochi olimpici | Parigi       | Decathlon | 9º        | 8437 pt.    |                               |